# Vatslaw Lastowski
Vatslaw Ioustynavitch Lastowski (en biélorusse : Вацлаў Юстынавіч Ластоўскі ; en polonais : Wacłau Łastouski ; en russe : Вацлав Устинович Ластовский, Vatslav Oustinovitch Lastovski), né le 8 novembre 1883 dans la région de Dzisna et mort le 23 janvier 1938 à Saratov, est un politicien, historien et écrivain biélorusse.

## Biographie
En 1902, Vatslaw Lastowski rejoint le Parti socialiste polonais en Lituanie. Membre de l'Assemblée socialiste biélorusse entre 1906 et 1917, il occupe également entre 1909 et 1915 la fonction de secrétaire de rédaction au sein du journal Nacha Niva ; par ailleurs, durant les années 1916 et 1917, il écrit pour le journal Homan et à partir de 1918 pour Kryviychanine. Il est propriétaire d'une librairie et de la Société de publications biélorusses Lastowski à Vilnius. Lastowski écrit, avec autres personnes, le Mémorandum des représentants de la Biélorussie pour une conférence internationale à Lausanne en 1916, dans lequel il appelle à la création d'un État biélorusse. À la fin de 1918, Lastowski est le chef de la représentation biélorusse en Lituanie et l'attaché biélorusse à l'ambassade de Lituanie à Berlin. En 1919, il prend la tête des révolutionnaires socialistes biélorusses, avant de devenir en décembre 1919 chef du gouvernement de la République populaire biélorusse. Le 17 décembre 1919, il est arrêté à Minsk en raison de la non-reconnaissance par les Polonais de l'indépendance de la Biélorussie. Après sa libération en février 1920, Lastowski se rend à Riga pour s'adresser aux États de l'Entente et les exhorter à aider le gouvernement de la République populaire biélorusse. Le 20 octobre 1920, lors d'une conférence à Riga, il a initie le bloc des partis biélorusses pour la lutte pour une Biélorussie indépendante et unifiée contre la domination soviétique et l'occupation polonaise. Entre 1920 et 1923, Lastowski voyage pour des missions diplomatiques entre la Belgique, l'Allemagne, le Vatican, l'Italie, la Tchécoslovaquie, la France, la Suisse et d'autres pays. En 1923 il démissionne de son poste de premier ministre de la République populaire biélorusse. En 1927, Lastowski retourne en République socialiste soviétique de Biélorussie, où il crée l'Académie biélorusse des sciences, dont il devient membre. Lastowski dirige également le musée d'État biélorusse et travaille pour l'institut de la culture biélorusse. Il organise dans ce cadre une expédition permettant de retrouver la croix d'Euphrosyne de Polotsk. En octobre 1929, il est néanmoins renvoyé de son poste de secrétaire de l'Académie biélorusse des sciences, et le 21 juillet 1930, il est arrêté pour avoir fondé une Union de la Libération de la Biélorussie. Après dix mois de prison, il est exilé pendant cinq ans à Saratov, où il est de nouveau arrêté le 20 août 1937 pour être finalement exécuté le 23 janvier 1938.